# Madagaskarshikra
De Madagaskarshikra (Tachyspiza francesiae) is een roofvogel uit de familie van de havikachtigen (Accipitridae).

## Verspreiding en leefgebied
Deze soort telt 4 ondersoorten:
- T. f. francesiae: Madagaskar.
- T. f. griveaudi: Grande Comore (Comoren).
- T. f. pusilla: Anjouan (Comoren).
- T. f. bruta: Mayotte (Comoren).